# إل. سميث
إل. سميث (13 مايو 1980) هو لاعب سابق في كرة القدم الأمريكية في الدوري الوطني لكرة القدم (NFL).لمع اسمه عندما لعب مع فريق فيلادلفيا إيجلز في الجولة الثانية من بطولة اتحاد كرة القدم الأميركي 2003. كما كان لاعب في كرة القدم الجامعية في فريق روتجرز.